# Monica Iagăr
Pour les articles homonymes, voir Dinescu.
Monica Dinescu-Iagăr (née le 2 avril 1973 à Sighetu Marmației) est une athlète roumaine spécialiste du saut en hauteur.

## Biographie
En 1996, elle est suspendue 6 mois pour dopage.
En 1998, Monica Dinescu remporte les Championnats d'Europe en salle de Valence, en Espagne grâce à un bond à 1,96 m. Elle établit plus tard dans la saison à Budapest la meilleure performance de sa carrière en plein air en franchissant une barre à 2,02 m, puis s'impose lors des Championnats d'Europe de Budapest avec 1,97 m, devançant de deux centimètres la Polonaise Donata Jancewicz et sa compatriote Alina Astafei. En fin de saison 1998, elle remporte le concours de la hauteur de la Coupe du monde des nations de Johannesburg avec un saut à 1,98 m. 

## Palmarès
| Date | Compétition                    | Lieu              | Résultat | Marque  |
| ---- | ------------------------------ | ----------------- | -------- | ------- |
| 1995 | Jeux mondiaux militaires       | Rome              | 2e       | 1,89 m  |
| 1997 | Universiade                    | Catane            | 2e       | 1,96 m  |
| 1997 | Finale du Grand Prix IAAF      | Fukuoka           | 3e       | 1,96 m  |
| 1998 | Championnats d'Europe en salle | Valence           | 1re      | 1,96 m  |
| 1998 | Championnats d'Europe          | Budapest          | 1re      | 1,97 m  |
| 1998 | Coupe du monde des nations     | Johannesburg      | 1re      | 1,98 m  |
| 1998 | Golden League                  | Golden League     | 1re      | détails |
| 1999 | Championnats du monde en salle | Maebashi          | 4e       | 1,93 m  |
| 1999 | Universiade                    | Palma de Majorque | 1re      | 1,95 m  |
| 1999 | Championnats du monde          | Séville           | 10e      | 1,93 m  |
| 1999 | Golden League                  | Golden League     | 4e       | détails |
| 2000 | Jeux olympiques                | Sydney            | 9e       | 1,93 m  |
| 2001 | Championnats du monde en salle | Lisbonne          | 8e       | 1,93 m  |
| 2001 | Championnats du monde          | Edmonton          | 7e       | 1,90 m  |
| 2004 | Championnats du monde en salle | Budapest          | qual.    | 1,93 m  |
| 2004 | Jeux olympiques                | Athènes           | 8e       | 1,93 m  |
| 2005 | Championnats d'Europe en salle | Madrid            | qual.    | 1,89 m  |

## Records
| Épreuve         | Épreuve      | Performance | Lieu                       | Date                     |
| --------------- | ------------ | ----------- | -------------------------- | ------------------------ |
| Saut en hauteur | En plein air | 2,02 m      | Budapest Villeneuve-d'Ascq | 6 juin 1998 17 juin 2000 |
| Saut en hauteur | En salle     | 2,03 m      | Bucarest                   | 23 janvier 1999          |